# Щ-214
«Щ-214» — советская дизель-электрическая торпедная подводная лодка времён Второй мировой войны, принадлежит к серии X проекта Щ — «Щука». Самая результативная подлодка Рабоче-Крестьянского Красного Флота по количеству потопленных судов (торпедами и артиллерией, без использования мин).

## Служба
Совершила 5 боевых походов.
Достоверно установленные победы:
- Турецкий парусник «Кайнакдере» (85 брт) — 3 ноября 1941, артиллерией
- Итальянский танкер «Торчелло» (3336 брт) — 5 ноября 1941
- Турецкий парусник «Каральтепе» («Тепе») (350 брт) — 1 января 1942, артиллерией
- Турецкий парусник «Хударвендигар» (96 брт) — 29 мая 1942, подрывными патронами и тараном
- Турецкий парусник «Махбубдихан» (85 брт) — 31 мая 1942, подрывными патронами и артиллерией
- Турецкий парусник, название неизвестно (около 100 брт) — 2 июня 1942, подрывными патронами

В ночь с 21 на 22 января 1942 года разыгрался шторм огромной силы, во время которого в гавани порта Туапсе на Щ-214 волнами навалило сорванный со швартовов эсминец «Бойкий». Подводную лодку с огромным трудом удалось вывести из-под ударов корпуса эсминца, ремонт её продолжался 15 суток.
Подлодка Щ-214 была потоплена 19 июня 1942 года итальянским торпедным катером MAS-571 в районе мыса Ай-Тодор. 38 членов экипажа погибли, двое взяты в плен.

## Командир
Капитан-лейтенант В. Я. Власов (с 1942 — капитан 3-го ранга).